# Villa, Volvo & Vicki
|  | Denne artikel er oprettet af botten Steenthbot ud fra en ekstern database. Den kan derfor have sproglige fejl eller mangler. Denne skabelon kan fjernes efter kontrol af indholdet. |

Villa, Volvo & Vicki er en dansk kortfilm fra 2004 instrueret af Andreas Bødker Jørgensen.